# Media in Giappone
I media giapponesi comprendono l'intera gamma dei mezzi di comunicazione moderni come giornali, radio, televisione e Internet. 
La televisione è il media più seguito (nel 2005 il 90% della popolazione giapponese vedeva la televisione ogni giorno per almeno tre ore e mezzo), davanti ai quotidiani (86%), ai cellulari (73%) e a Internet (27%).
La maggioranza delle reti televisive furono costituite sulla base di investimenti di capitale da parte delle reti radiofoniche esistenti. Gli spettacoli di varietà, le serie drammatiche e i notiziari costituiscono una grande percentuale degli spettacoli serali giapponesi. La cultura dei telefoni cellulari riveste un ruolo fondamentale nella cultura di massa del paese, e nel 2016 il numero di telefonini in uso raggiungeva la cifra di 173 milioni. Anche Internet occupa una fetta importante del panorama mediatico nipponico, e nel 2016 il 91% dei giapponesi (115 milioni di persone) risultava connesso alla rete. Cinema, riviste e giornali completano il quadro; nel 2014 due dei maggiori quotidiani giapponesi risultavano ai primi posti al mondo in termini di diffusione.

## Radio
La radio in Giappone debuttò nel 1925 quando tre stazioni locali di Tokyo, Nagoya e Osaka, antesignane della compagnia pubblica Nippon Hōsō Kyōkai (NHK), ricevettero il nullaosta dal governo per poter dare via alle prime trasmissioni.
Durante la seconda guerra mondiale i programmi radiofonici finirono per riflettere le politiche militaristiche del governo giapponese e per tutta a durata del conflitto la radio fu un'importante arma di propaganda dello Stato. Con la riforma del sistema radiotelevisivo del 1950 la NHK divenne una società indipendente sostenuta dal canone pagato dagli ascoltatori e contemporaneamente venne liberalizzato il mercato delle trasmissioni a carattere commerciale. Nacquero così i primi network privati come Japan Radio Network, National Radio Network, Japan FM Network e Japan FM League.
Con l'avvento della televisione il medium radiofonico perse man mano il ruolo di principale fonte di intrattenimento e informazione per i giapponesi, e oggi solo una minima parte della popolazione ascolta la radio frequentemente.
Radio AM
- NHK Radio 1, NHK Radio 2
- Japan Radio Network (JRN)
- National Radio Network (NRN)
- Radio Nikkei – stazione a onde corte indipendente che trasmette su scala nazionale in due canali di contenuti

Radio FM
- NHK FM
- Japan FM Network (JFN)
- Japan FM League (JFL)
- MegaNet

## Televisione
In Giappone la televisione debuttò il 1º febbraio 1953, quando la NHK, la società concessionaria in esclusiva del servizio pubblico radiotelevisivo, diede il via alle trasmissioni regolari seguita da lì a poco dalle prime emittenti private commerciali. I primi test di trasmissione furono condotti tuttavia già nel 1926, mentre il primo segnale sperimentale fu emesso nel 1939. A causa dello scoppio della seconda guerra mondiale questi primi tentativi di trasmissione furono portati avanti tuttavia solo per pochi mesi.
La televisione a colori fu introdotta nel 1960 e durante gli anni del boom economico essa rimpiazzò la radio come principale fonte di intrattenimento e informazione per i giapponesi. Anche in età contemporanea la televisione rappresenta il media più seguito, nonostante la prorompente ascesa di Internet.
In Giappone vi sono 6 reti televisive nazionali:
- La NHK è l'azienda che gestisce il servizio pubblico radiotelevisivo. La società è finanziata dal pagamento di un canone televisivo annuale, un sistema simile a quello utilizzato nel Regno Unito e in Italia per sovvenzionare rispettivamente la BBC e la Rai. La NHK offre deliberatamente servizi giornalistici neutrali come emittente pubblica, rifiutando perfino di nominare i marchi di prodotti.[13] La NHK ha 2 canali televisivi terrestri, diversamente dalle altre reti televisive; nella regione di Tokyo, sono il canale 1 (NHK General TV) e il canale 3 (NHK Educational TV).
- Il Nippon Television Network System (NNS)/Nippon News Network (NNN) guidato dalla Nippon Television (NTV). Nella regione di Tokyo, è il canale 4. Affiliato al giornale Yomiuri Shinbun, in quanto di proprietà dello gruppo editoriale.[14]
- La società capogruppo del Tokyo Broadcasting System possiede la stazione del Tokyo Broadcasting System (TBS) (che è trasmesso su scala nazionale) e il Japan News Network (JNN) che fornisce la programmazione dei notiziari alla TBS e agli altri affiliati. Nella regione di Tokyo, è il canale 6. Affiliata al giornale Mainichi Shinbun.
- Il Fuji Network System (FNS) e il Fuji News Network (FNN) condividono la stazione principale della Fuji Television. Nella regione di Tokyo, il canale 8. Fa parte del Fujisankei Communications Group, un keiretsu che possiede anche il giornale Sankei Shinbun.
- La TV Asahi Network/All-Nippon News Network (ANN) guidata dalla TV Asahi. Affiliata al giornale Asahi Shinbun facendo capo allo stesso gruppo editoriale. Nella regione di Tokyo, è il canale 10.
- Il TV Tokyo Network (TXN) guidato dalla TV Tokyo. Ha legami con il giornale Nihon Keizai Shinbun, essendo entrambi di proprietà del Gruppo Nikkei.[15] Nella regione di Tokyo è il canale 12.

## Riviste

### Riviste settimanali
1. Aera (アエラ)
2. Friday (フライデー). Rivista di fotografia
3. Josei Jishin (女性自身). Per donne
4. Nikkei Business (日経ビジネス). Economico
5. Shūkan Asahi (週刊朝日).
6. Shūkan Economist (週刊エコノミスト). Economico
7. Shūkan Kinyoubi (週刊金曜日). Fortememente liberale
8. Shūkan Bunshun (週刊文春). Conservatore
9. Shūkan Diamond (週刊ダイヤモンド). Economico
10. Shūkan Gendai (週刊現代)
11. Shūkan Josei (週刊女性). Per donne
12. Shūkan Post (週刊ポスト). Conservatore
13. Shūkan Shinchou (週刊新潮). Conservatore
14. Shūkan Toyo Keizai (週刊東洋経済). Economico
15. Spa! (スパ!).
16. Sunday Mainichi (サンデー毎日). Liberale

### Riviste mensili
1. Bungei Shunjuu (文藝春秋). Conservatore
2. Chuuou Kouron (中央公論). Affiliato allo Yomiuri Shinbun. Conservatore
3. Seiron (正論). Pubblicato dalla Sankei Shinbun Company. Di destra
4. Sekai (世界). Liberale

## Quotidiani

### Giornali nazionali
1. Yomiuri Shinbun (読売新聞). Da conservatore a neutrale. Primo classificato per diffusione giornaliera con circa 10 milioni di copie al giorno. Lo Yomiuri concluse un contratto speciale con The Times. Affiliato alla Nippon Television
2. Asahi Shinbun (朝日新聞). Fortemente progressista di sinistra. Secondo classificato per diffusione giornaliera con circa 7 milioni di copie al giorno. Noto per i toni anti-americani e pro-cinesi. Affiliato alla TV Asahi.
3. Mainichi Shinbun (毎日新聞). Di sinistra. Terzo classificato per diffusione giornaliera — circa 4 milioni di copie al giorni. Affiliato al Tokyo Broadcasting System.
4. Nikkei Shinbun (日本経済新聞). Giornale economico nello stile di The Wall Street Journal, Conservatore con tendenze più di centro-destra. Quarto classificato per diffusione giornaliera con circa 3 milioni di copie al giorno. Affiliato alla TV Tokyo.
5. Sankei Shinbun (産経新聞). Giornale di destra, pro-americano e anti-cinese. Sesto classificato per diffusione giornaliera con circa 2 milioni di copie al giorno. Affiliato alla Fuji Television.

### Giornali regionali
Il Tokyo Shimbun (東京新聞) nel Kantō e il Chunichi Shimbun (中日新聞) nel Chūbu sono entrambi di proprietà della società Chunichi e hanno una diffusione cumulativa che li pone al quarto posto su scala nazionale. Altri quotidiani regionali noti su scala nazionale includono il Nishinippon Shinbun (西日本新聞) nel Kyūshū, l'Hokkaidō Shinbun (北海道新聞) nell'Hokkaidō, il Kahoku Shinpo (河北新報) nel Tōhoku.

### Giornali specializzati
Tra i giornali di nicchia vi sono pubblicazioni come il diffusissimo Nikkan Kogyo Shinbun (noto anche con il nome inglese di The Business and Technology Daily News, "Notiziario quotidiano di affari e tecnologia"), il quotidiano Seikyo Shinbun (聖教新聞?) dell'organizzazione buddhista Sōka Gakkai e lo Shinbun Akahata, l'organo quotidiano del Partito comunista giapponese. Altre pubblicazioni di nicchia includono giornali dedicati interamente ai pronostici delle corse di cavalli. Uno dei giornali più noti nel settore è il Keiba Book (競馬ブック?). Lo Shūkan Go (週刊碁?) è un settimanale che copre i risultati dei tornei professionali di go e contiene suggerimenti sulla strategia del gioco.
Come in altri paesi, i sondaggi tendono a mostrare che il numero degli abbonati ai giornali è in declino, una tendenza che ci aspetta continui in futuro.

### Orientamento dei giornali giapponesi
Accuse di orientamenti preconcetti nei giornali giapponesi e in generale nei mezzi di comunicazione tradizionali si vedono spesso sui blog e sui forum di Internet con tendenze di destra e di sinistra, dove i mass media o "mezzi di massa" (masu-komi in giapponese) sono indicati spesso come "spazzatura di massa" (masu-gomi). Cartelli con questo epiteto furono esposti dai dimostranti a Tokyo il 24 ottobre 2010, in quella che fu, stando a quanto si dice, la prima dimostrazione in Giappone a essere organizzata su Twitter. Tra il grande pubblico, la credibilità della stampa soffrì dopo la crisi della centrale nucleare di Fukushima Dai-ichi, quando i cronisti omisero di fare pressioni sulle fonti del governo e dell'industria per ottenere maggiori informazioni sull'accaduto, e i rapporti ufficiali si rivelarono inaccurati o semplicemente sbagliati. Kazuo Hizumi, un giornalista divenuto avvocato, espone in dettaglio i problemi strutturali nel suo libro, Masukomi wa naze masugomi to yobareru no ka? (Perché i mass media sono chiamati spazzatura di massa?), che sostiene che una complessa rete di istituzioni, come i burocrati di élite, la magistratura, il sistema educativo, le forze dell'ordine e le grandi società, tutte le quali traggono vantaggio dal mantenere lo status quo, plasma i mezzi e la comunicazione di massa in un modo che controlla la politica giapponese e scoraggia il pensiero critico.

## Stazioni principali
In Giappone, ci sono cinque emittenti che assumono la guida nella rete della televisione commerciale. Le cinque emittenti sono la Nippon Television, il Tokyo Broadcasting System, la Fuji Television, la TV Asahi e la TV Tokyo. Le loro sedi principali sono a Tokyo e sono chiamate zaikyō kī kyoku (在京キー局? "stazioni principali di Tokyo") o semplicemente kī kyoku (キー局? "stazioni principali"). 
Le stazioni principali realizzano telegiornali e programmi di intrattenimento, e li vendono all'ingrosso alle emittenti locali attraverso le reti. Sebbene anche le emittenti locali realizzino programmi, l'uso delle stazioni principali è molto ampio, e il 55,7% delle vendite totali di programmi televisivi nell'anno fiscale 2002 (da aprile 2002 a marzo 2003) avvenne attraverso le stazioni principali. Inoltre, le reti sono strettamente collegate alle società editrici dei giornali, ed influenzano molto fortemente i media. Per questa ragione, sono spesso criticate.
La diffusione delle trasmissioni via satellite e la distribuzione via Internet da parte delle sussidiarie delle stazioni principali negli ultimi anni ha tuttavia cambiato leggermente la definizione di stazione principale.

### Profilo
In Giappone, ogni società emittente (eccetto la NHK e la Radio Nikkei) che effettua trasmissioni televisive terrestri ha una zona prestabilita per la trasmissione. Nell'articolo 2 della legge giapponese sulla radiodiffusione, il Ministero degli affari interni e delle comunicazioni definisce la zona fissa dove è simultaneamente ricevibile la trasmissione dello stesso programma per ogni tipologia di trasmissione. Quindi, la società emittente costruisce una rete con altre zone, e con queste stabilisce lo scambio di telegiornali o programmi. Le società emittenti che inviano molti programmi a queste reti sono chiamate stazioni principali. 
Attualmente le emittenti ubicate a Tokyo inviano i programmi in tutto il paese. Fa eccezione la Tokyo MX che, sebbene sia nella regione di Tokyo, è solo una stazione indipendente in UHF.
Le emittenti a Nagoya e nelle altre aree sono più vecchie di quelle di Tokyo. Tuttavia, al fine di coprire i notevoli costi della realizzazione dei programmi le stazioni principali furono istituite a Tokyo con l'obiettivo di vendere i programmi su scala nazionale. Alcune stazioni locali hanno un tasso di profitto più alto dal momento che possono semplicemente comprare programmi dalle reti.
Dal momento che le emittenti che hanno le sedi principali nella regione di Kansai (specialmente a Osaka) hanno una struttura per la fornitura di programmi in prima serata ecc. e mandavano molti programmi dopo le kī kyoku, sono chiamate jun kī kyoku (準キー局? "sottostazioni principali").

### Elenco delle stazioni principali
| Mezzo                 | Rete                          | Kī kyoku (Kantō)                                                  | Jun kī kyoku (Kansai) | Kikan kyoku (Tōkai)                       | Note   |
| --------------------- | ----------------------------- | ----------------------------------------------------------------- | --- | ----------------------------------------- | ------ |
| Televisione terrestre | Nippon News Network (NNN)     | Nippon Television (NTV)                                           | Yomiuri Telecasting Corporation (ytv)                                                                                     | Chūkyō Television Broadcasting (CTV)      | [ 20 ] |
| Televisione terrestre | Japan News Network (JNN)      | Tokyo Broadcasting System (TBS)                                   | Mainichi Broadcasting System (MBS)                                                                                        | Chubu-Nippon Broadcasting (CBC)           | [ 21 ] |
| Televisione terrestre | Fuji News Network (FNN)       | Fuji Television (CX)                                              | Kansai Telecasting Corporation (KTV)                                                                                      | Tōkai Television Broadcasting (THK)       | [ 22 ] |
| Televisione terrestre | All-Nippon News Network (ANN) | TV Asahi (EX)                                                     | Asahi Broadcasting Corporation (ABC)                                                                                      | Nagoya Broadcasting Network (Mētere・NBN) | [ 21 ] |
| Televisione terrestre | TV Tokyo Network (TXN)        | TV Tokyo (TX)                                                     | Television Osaka (TVO) | Aichi Television Broadcasting (TVA)       | [ 23 ] |
| Radio AM              | Japan Radio Network (JRN)     | TBS Radio & Communications (TBS R&C)                              | Mainichi Broadcasting System (MBS) Asahi Broadcasting Corporation (ABC)                                                   | Chubu-Nippon Broadcasting (CBC)           | [ 24 ] |
| Radio AM              | National Radio Network (NRN)  | Nippon Cultural Broadcasting (QR) Nippon Broadcasting System (LF) | Mainichi Broadcasting System (MBS) Asahi Broadcasting Corporation (ABC) Osaka Broadcasting Corporation (Radio Osaka, OBC) | Tokai Radio Broadcasting (SF)             | [ 24 ] |
| Radio FM              | JFN                           | Tokyo FM                                                          | fm osaka | FM Aichi                                  | [ 25 ] |
| Radio FM              | JFL                           | J-WAVE                                                            | FM802 | ZIP-FM                                    | [ 26 ] |
| Radio FM              | MegaNet                       | InterFM                                                           | FM Cocolo | Radio-i                                   | [ 27 ] |

## Agenzie pubblicitarie
- Dentsu (電通). La più grande agenzia pubblicitaria del Giappone e la quarta più grande a livello mondiale. La Dentsu ha un'enorme presenza nella televisione e negli altri media.
- Hakuhodo (博報堂). La seconda più grande agenzia pubblicitaria del Giappone.
- Asatsu-DK (アサツー ディ・ケイ). La terza più grande agenzia pubblicitaria del Giappone.

## Agenzie stampa
- Jiji Press (時事通信).
- Kyodo News (共同通信).